# Kate Orff

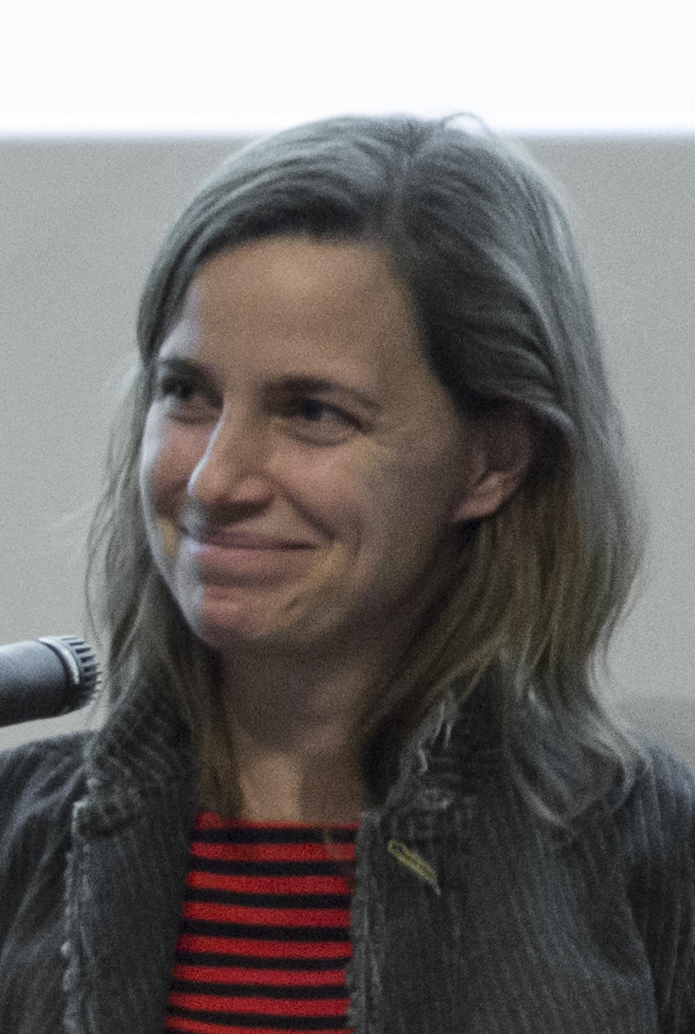
Kate Orff (2015)

Kate Orff (* 1971 in Maryland) ist eine US-amerikanische Landschaftsarchitektin.
Sie ist die Gründerin des Büros für Landschaftsarchitektur SCAPE in New York City. SCAPE richtet seinen Fokus auf städtebauliche und ökologische Themenbereiche. Orff ist zudem Direktorin des Urban Design Program (MSAUD) an der Graduate School of Architecture, Planning and Preservation (GSAPP) an der Columbia University, New York, und Ko-Direktorin des Centers für Resilient Cities and Landscapes (CRCL). 2017 erhielt Orff als erste Landschaftsarchitektin die MacArthur Fellowship.

## Ausbildung
Orff studierte Political and Social Thought an der University of Virginia und schloss das Studium mit dem Bachelordiplom ab. Anschließend absolvierte Kate Orff ihr Masterstudium in Landschaftsarchitektur an der Graduate School of Design (GSD) an der Harvard-Universität, Cambridge, Massachusetts.

## Projekte
Kate Orff und SCAPE verfolgen eine interdisziplinäre Herangehensweise und auf Recherche basierende Projektentwicklung. Die Projekte umfassen mehrere großflächige Regionen an der amerikanischen Ostküste, die eine widerstandsfähigere Landschaftsgestaltung verfolgen. Ökologische, natürliche Prozesse werden mit landschaftlichen Infrastrukturen vereint, wodurch eine Symbiose von Mensch und Natur entsteht.
Orff entwickelte das Konzept der „Oyster-tecture“ (deutsch „Austertektur“) – eine Symbiose zwischen ökologischem Design und (Landschafts-)Architektur. Nachdem Hurrikan Sandy 2012 große Teile der Ostküste beschädigte, wurden Lösungsansätze zur resilienteren Gestaltung der Küstengebiete gesucht. Recherchen ergaben, dass die Gewässer rund um New York City zu den Anfangszeiten der Stadt stark von Austern besiedelt waren (Straßennamen, wie „Pearl Street“, erinnern noch immer daran). Aufgrund von Überfischung sind heute jedoch kaum mehr natürliche Bestände vorhanden. Austern bilden Riffe, die die Küstengebiete auf natürliche Weise stärken. Durch das Abschwächen der Wellen schützen die Riffe vor potenziellen Schäden entlang der Küste. Mit der „Oyster-tecture“ und somit der Wiederansiedlung von Austern an der Küste New Yorks wird die Erstellung eines natürlichen Riffs begünstigt. Zudem filtern Austern die Gewässer, in denen sie leben, und tragen somit zu einem gesünderen und diversem Ökosystem bei.
Die „Oyster-tecture“ findet in diversen Küstengebieten in Europa, China und im Pazifikraum Anklang und wird in mehreren Gebieten an der Ostküste der USA umgesetzt, z. B. in Staten Island, NY und im stark verschmutzten Gowanuskanal, New York. Das Konzept war zudem Teil der Ausstellung „Rising Currents“ im MoMA in New York.

## Auftritte
- TED Talk: „Reviving New York’s Rivers – with Oysters!“, Januar 2011[16]

## Publikationen
- Toward an Urban Ecology, 2016.[17]
- Petrochemical America, 2013.[18]